# Pohár FAČR 2024-2025
La Coppa della Repubblica Ceca 2024-2025 di calcio (in ceco Pohár české pošty), conosciuta anche come MOL Cup per ragioni di sponsorizzazione, è stata la 32ª edizione del torneo, iniziata il 20 luglio 2024 e con terminata il 14 maggio 2025.
La squadra campione in carica era lo Sparta Praga. La coppa è stata vinta dal Sigma Olomouc, per la seconda volta nella sua storia.

## Partite

### Turno preliminare extra
Dodici squadre hanno preso parte al turno preliminare extra.

### Turno preliminare
Il sorteggio si è tenuto il 2 luglio 2024.
| Squadra 1                     | Risultato       | Squadra 2                 |
| ----------------------------- | --------------- | ------------------------- |
| 26 luglio 2024                |                 |                           |
| Velké Meziříčí                | 0 – 2           | Tatran Brno Bohuvice      |
| Krnov                         | 0 – 7           | Hlučín                    |
| Breclav                       | 0 – 3           | Hodonín                   |
| Slavičín                      | 1 – 3           | Strání                    |
| Hranice                       | 2 – 1           | Tatran Všechovice         |
| Petřvald na Moravě            | 0 – 1           | Vítkovice                 |
| Fastav Vsetín                 | 1 – 3           | Zlinsko                   |
| 27 luglio 2024                |                 |                           |
| Kuřim                         | 4 – 1           | Vrchovina                 |
| Skaštice                      | 0 – 4           | ČSK Uherský Brod          |
| Břidličná                     | 1 – 2           | Jiskra Rýmařov            |
| Nový Jičín                    | 0 – 1           | Vratimov                  |
| Slovan Bzenec                 | 1 – 1 (4-1 dtr) | Sokol Lanžhot             |
| Sokol Čechovice               | 0 – 6           | SK Olomouc ASO            |
| Slovan Havlíčkův Brod         | 3 – 3 (2-4 dtr) | Rosice                    |
| Žďas Žďár nad Sázavou         | 5 – 1           | Blansko                   |
| 28 luglio 2024                |                 |                           |
| Tasovice                      | –               | Znojmo                    |
| Havířov                       | 1 – 1 (4-3 dtr) | Fotbal Třinec             |
| Bospor Bohumín                | 0 – 0 (6-5 dtr) | Unie Hlubina              |
| Kvasice                       | 2 – 1           | Baťov 1930                |
| Kozlovice                     | 1 – 0           | ELKO Holesov              |
| Valašské Meziříčí             | 1 – 4           | Frýdek-Místek             |
| Bilovec                       | 1 – 0           | Polanka nad Odrou         |
| Beskyd Frenštát pod Radhoštěm | 4 – 0           | Frýdlant nad Ostravicí    |
| Šumperk                       | 0 – 4           | Uničov                    |
| MILO Olomouc                  | 1 – 4           | Zbrojovka Brno            |
| Tatran Ždírec nad Doubravou   | 1 – 0           | Humpolec                  |
| 31 luglio 2024                |                 |                           |
| Hořovicko                     | 1 – 0           | Komárov                   |
| 2 agosto 2024                 |                 |                           |
| Turnov                        | 0 – 0 (4-2 dtr) | Slovan Hrádek nad Nisou   |
| Rokycany                      | 4 – 3           | Senco Doubravka           |
| 3 agosto 2024                 |                 |                           |
| Hřebeč                        | 1 – 0           | Štětí                     |
| Olympie Březová               | 2 – 2 (6-5 dtr) | Baník Sokolov             |
| Sokol Pěnčín                  | 2 – 2 (4-5 dtr) | Velké Hamry               |
| Slavoj Český Krumlov          | 1 – 6           | Benešov                   |
| Meteor Prague VIII            | 1 – 1 (3-0 dtr) | Neratovice–Byškovice      |
| Spartak Soběslav              | 3 – 0           | Hluboká nad Vltavou       |
| Cidlina Nový Bydžov           | 1 – 2           | Dobrovice                 |
| Slavoj Žatec                  | 1 – 5           | SK Slaný                  |
| Přední Kopanina               | 1 – 1 (3-4 dtr) | Ligmet Milín              |
| Spartak                       | 0 – 1           | Horní Ředice              |
| Ostrov                        | 1 – 2           | Viktoria Mariánské Lázně  |
| Český Brod                    | 3 – 1           | Kosmonosy                 |
| Rapid Psáry                   | 3 – 2           | Brandýs nad Labem         |
| Vysoké Mýto                   | 4 – 0           | Hlinsko                   |
| 4 agosto 2024                 |                 |                           |
| Slavoj Koloveč                | 3 – 1           | Slavia Vejprnice          |
| Trutnov                       | 0 – 3           | Spartak Police nad Metují |
| Sokol Železnice               | 0 – 2           | Slavia Hradec Králové     |

### Primo turno
Il sorteggio del primo turno è stato effettuato il 6 agosto 2024. Al turno prendono parte le 46 vincitrici del turno preliminare insieme con altre 40 squadre che entrano nella competizione.
| Squadra 1                     | Risultato       | Squadra 2            |
| ----------------------------- | --------------- | -------------------- |
| 13 agosto 2024                |                 |                      |
| SK Slaný                      | 0 – 5           | Sokol Brozany        |
| 20 agosto 2024                |                 |                      |
| Aritma Praga                  | 3 – 2           | Sokol Hostouň        |
| Arsenal Česká Lípa            | 2 – 0           | Sparta Kolín         |
| Rokycany                      | 1 – 6           | Příbram              |
| 1. HFK Olomouc                | 0 – 2           | Vyškov               |
| Kuřim                         | 1 – 0           | Zbrojovka Brno       |
| 21 agosto 2024                |                 |                      |
| Velké Hamry                   | 0 – 3           | Benátky nad Jizerou  |
| Spartak Soběslav              | 1 – 3           | Povltavská akademie  |
| Dobrovice                     | 1 – 5           | Viktoria Žižkov      |
| Rapid Psáry                   | 2 – 10          | Táborsko             |
| Turnov                        | 0 – 4           | Zápy                 |
| Horní Ředice                  | 0 – 2           | Sokol Živanice       |
| Přepeře                       | 2 – 3           | Varnsdorf            |
| Ligmet Milín                  | 1 – 1 (4-3 dtr) | Graffin Vlašim       |
| Hřebeč                        | 1 – 3           | Kladno               |
| Meteor Prague VIII            | 0 – 5           | Ústí nad Labem       |
| Český Brod                    | 1 – 4           | Admira Praga         |
| Králův Dvůr                   | 1 – 1 (3-4 dtr) | Loko Vltavín         |
| Slovan Velvary                | 2 – 2 (2-3 dtr) | Motorlet Praga       |
| Hořovicko                     | –               | Přeštice             |
| Olympie Březová               | 1 – 3           | Petřín Plzeň         |
| Slavoj Koloveč                | 0 – 7           | Jiskra Domažlice     |
| Viktoria Mariánské Lázně      | 0 – 4           | Baník Souš           |
| Beskyd Frenštát pod Radhoštěm | 0 – 0 (5-3 dtr) | Zlínsko              |
| Kvasice                       | 1 – 3           | Strání               |
| Jiskra Rýmařov                | 0 – 6           | Hanácká              |
| Vítkovice                     | 2 – 0           | Frýdek-Místek        |
| Kozlovice                     | 0 – 0 (8-9 dtr) | ČSK Uherský Brod     |
| Tatran Ždírec nad Doubravou   | 0 – 4           | Líšeň                |
| 27 agosto 2024                |                 |                      |
| ŽĎAS Žďár nad Sázavou         | 2 – 2 (8-7 dtr) | Vysočina Jihlava     |
| Hranice                       | 1 – 2           | Trinity Zlín         |
| Vysoké Mýto                   | 1 – 0           | Chrudim              |
| 28 agosto 2024                |                 |                      |
| Bílovec                       | 2 – 2 (3-2 dtr) | Uničov               |
| Havířov                       | 2 – 2 (3-5 dtr) | Hlučín               |
| Tasovice                      | 2 – 1           | Rosice               |
| Slovan Bzenec                 | 3 – 3 (5-4 dtr) | Hodonín              |
| 29 agosto 2024                |                 |                      |
| Tatran Brno Bohuvice          | 2 – 6           | Zbrojovka Brno       |
| 4 settembre 2024              |                 |                      |
| Slavia Hradec Králové         | 1 – 2           | Ústí nad Orlicí      |
| Benešov                       | 1 – 3           | Písek                |
| Vratimov                      | 0 – 4           | Opava                |
| Bospor Bohumín                | 0 – 2           | Prostějov            |
| 11 settembre 2024             |                 |                      |
| Spartak Police nad Metují     | 2 – 0           | Chlumec nad Cidlinou |
| Slavia Karlovy Vary           | 5 – 1           | Chomutov             |

### Secondo turno
| Squadra 1                     | Risultato       | Squadra 2           |
| ----------------------------- | --------------- | ------------------- |
| 24 settembre 2024             |                 |                     |
| ČSK Uherský Brod              | 2 – 1           | Prostějov           |
| Vítkovice                     | 0 – 3           | Hlučín              |
| Ústí nad Labem                | 4 – 4 (4-3 dtr) | Kladno              |
| 25 settembre 2024             |                 |                     |
| Ústí nad Orlicí               | 0 – 4           | Dukla Praga         |
| Petřín Plzeň                  | 0 – 2           | Táborsko            |
| Sokol Brozany                 | 1 – 3           | Bohemians 1905      |
| Ligmet Milín                  | 0 – 2           | Teplice             |
| Sokol Živanice                | 0 – 3           | Varnsdorf           |
| Motorlet Praga                | 0 – 1           | Hradec Králové      |
| Aritma Praga                  | 0 – 3           | Pardubice           |
| Povltavská akademie           | 1 – 3           | Slovan Liberec      |
| Příbram                       | 2 – 2 (2-4 dtr) | Dyn. Č. Budějovice  |
| Písek                         | 0 – 4           | Viktoria Žižkov     |
| Spartak Police nad Metují     | 2 – 0           | Slavia Karlovy Vary |
| Baník Most                    | 1 – 1 (3-5 dtr) | Benátky nad Jizerou |
| Loko Vltavín                  | 3 – 1           | Arsenal Česká Lípa  |
| Vysoké Mýto                   | 1 – 1 (6-7 dtr) | Hořovicko           |
| Zápy                          | 3 – 1           | Admira Praga        |
| Kuřim                         | 1 – 3           | Slovácko            |
| Tasovice                      | 1 – 5           | Trinity Zlín        |
| Beskyd Frenštát pod Radhoštěm | 1 – 3           | Zbrojovka Brno      |
| Strání                        | 0 – 1           | Opava               |
| Bílovec                       | 1 – 3           | Vyškov              |
| ŽĎAS Žďár nad Sázavou         | 1 – 2           | Líšeň               |
| Hanácká                       | 1 – 0           | Karviná             |
| 2 ottobre 2024                |                 |                     |
| Jiskra Domažlice              | 0 – 2           | Jablonec            |
| Slovan Bzenec                 | 0 – 6           | Sigma Olomouc       |

### Terzo turno
Il sorteggio si è svolto il 4 ottobre 2024.
| Squadra 1                 | Risultato | Squadra 2          |
| ------------------------- | --------- | ------------------ |
| 23 ottobre 2024           |           |                    |
| Hořovicko                 | 0 – 6     | Dukla Praga        |
| 30 ottobre 2024           |           |                    |
| Loko Vltavín              | 0 – 1     | Hradec Králové     |
| Zápy                      | 1 – 2     | Pardubice          |
| Hanácká                   | 3 – 1     | Slovácko           |
| Spartak Police nad Metují | 1 – 3     | Mladá Boleslav     |
| Hlučín                    | 1 – 0     | Slovan Liberec     |
| Ústí nad Labem            | 3 – 4     | Viktoria Plzeň     |
| Viktoria Žižkov           | 0 – 2     | Sigma Olomouc      |
| Varnsdorf                 | 1 – 3     | Baník Ostrava      |
| Sparta Praga              | 1 – 0     | Zbrojovka Brno     |
| Vyškov                    | 0 – 1     | Bohemians 1905     |
| Opava                     | 1 – 2     | Trinity Zlín       |
| 31 ottobre 2024           |           |                    |
| Benátky nad Jizerou       | 1 – 4     | Slavia Praga       |
| 5 novembre 2024           |           |                    |
| ČSK Uherský Brod          | 0 – 1     | Jablonec           |
| 6 novembre 2024           |           |                    |
| Táborsko                  | 2 – 0     | Dyn. Č. Budějovice |

### Quarto turno
Il sorteggio si è svolto il 21 novembre 2024.
| Squadra 1        | Risultato   | Squadra 2      |
| ---------------- | ----------- | -------------- |
| 25 febbraio 2025 |             |                |
| Sparta Praga     | 3 – 0       | Dukla Praga    |
| 26 febbraio 2025 |             |                |
| Mladá Boleslav   | 0 – 2       | Bohemians 1905 |
| Slavia Praga     | 1 – 0 (dts) | Táborsko       |
| 27 febbraio 2025 |             |                |
| Viktoria Plzeň   | 4 – 1 (dts) | Trinity Zlín   |
| 4 marzo 2025     |             |                |
| Sigma Olomouc    | 2 – 1       | Hanácká        |
| 5 marzo 2025     |             |                |
| Pardubice        | 0 – 2       | Baník Ostrava  |
| 11 marzo 2025    |             |                |
| Hlučín           | 1 – 2       | Teplice        |
| 12 marzo 2025    |             |                |
| Hradec Králové   | 1 – 2       | Jablonec       |

### Quarti di finale
Il sorteggio si è svolto il 13 marzo 2025.
| Squadra 1      | Risultato   | Squadra 2      |
| -------------- | ----------- | -------------- |
| 8 aprile 2025  |             |                |
| Slavia Praga   | 0 – 1       | Sigma Olomouc  |
| 9 aprile 2025  |             |                |
| Jablonec       | 0 – 1       | Baník Ostrava  |
| Sparta Praga   | 3 – 2 (dts) | Teplice        |
| 10 aprile 2025 |             |                |
| Bohemians 1905 | 1 – 3       | Viktoria Plzeň |

### Semifinali
| Squadra 1         | Risultato | Squadra 2      |
| ----------------- | --------- | -------------- |
| 22-23 aprile 2025 |           |                |
| Baník Ostrava     | 2 - 3     | Sigma Olomouc  |
| Sparta Praga      | 1 - 0     | Viktoria Plzeň |

### Finale
| Arbitro: | Karel Rouček |

|                                |           |                     |
| Zorvan 4’, 45’ Mikulenka 45+3’ | Marcatori | 61’ (rig.) Rrahmani |